# Torpedowce typu Kaiman

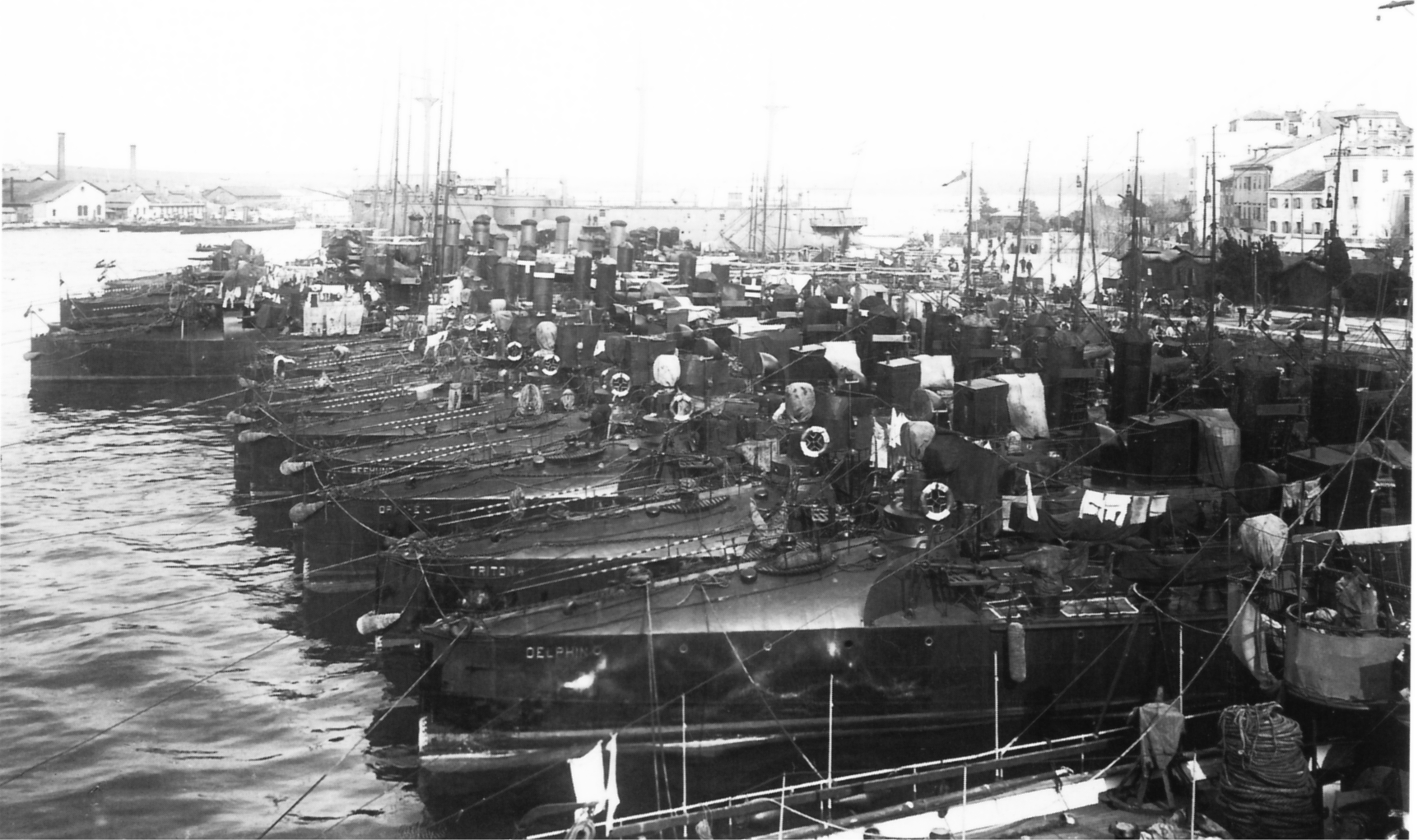
Torpedowce typu Kaiman w Poli, 1912: od przodu: "Delphin", "Triton", "Drache", "Seehund", "Polyp", "Greif".

Torpedowce typu Kaiman – seria austro-węgierskich pełnomorskich torpedowców z początku XX wieku i okresu I wojny światowej, licząca 24 jednostki. Oprócz służby w Cesarsko-Królewskiej Marynarce, cztery z nich służyły w okresie międzywojennym do końca lat 20. w marynarce Królestwa SHS (Jugosławii).

## Historia
Pod koniec XIX wieku marynarka wojenna Austro-Węgier (Kaiserliche und Königliche Kriegsmarine) podążała drogą zamawiania torpedowców w wiodących stoczniach zagranicznych, jak Yarrow i Schichau i budowania na ich wzór jednostek w kraju. Były to jednak niewielkie torpedowce przybrzeżne o wyporności poniżej 100 ton, a tylko sześć najnowszych jednostek zamówionych w ostatnim pięcioleciu XIX wieku przekraczało tę wyporność. Po kilkuletniej przerwie od zamówienia tych okrętów, w 1904 roku Austro-Węgry zleciły brytyjskiej stoczni Yarrow budowę prototypu większego torpedowca pełnomorskiego, o wyporności projektowej 210 ton. Stępkę pod budowę jednostki, nazwanej "Kaiman", położono w październiku 1904 roku, okręt wodowano 3 czerwca 1905 i ukończono 14 września tego roku.
Projekt oceniono jako udany i w kolejnych latach zamówiono aż 23 jednostki tego typu w dwóch stoczniach Austro-Węgier według brytyjskich planów. Austriacka stocznia Stabilimento Tecnico Triestino (STT) w Trieście zbudowała 13 okrętów, których stępki położono w latach 1905-1907 i ukończono w latach 1906-1909, a następnie węgierska stocznia Danubius we Fiume zbudowała dalsze 10, których stępki położono w latach 1907-1909 i ukończono w latach 1908-1910.
Okręty początkowo nosiły nazwy (głównie zwierząt wodnych, ptaków i stworzeń mitycznych), lecz rozkazem z 19 listopada 1913, od 1 stycznia 1914 odebrano im nazwy, w zamian wprowadzając oznaczenia alfanumeryczne. Okręty otrzymały numery od 50 do 73, z dodatkową literą oznaczającą miejsce budowy: E od England (Anglia), T od Triest i F od Fiume. Okręty nosiły przed numerem skrót SM Tb (Seiner Majestät Torpedoboot − torpedowiec Jego Cesarskiej Mości). Rozkazem z 21 maja 1917 roku z oznaczeń usunięto ostatnią literę, pozostawiając numery.
Okręty typu Kaiman były uważane za bardzo udane. Służyły aktywnie podczas I wojny światowej; wszystkie przetrwały wojnę. Po wojnie, w ramach podziału floty Austro-Węgier, cztery jednostki przyznano Jugosławii (Tb 54, 60, 61, 69), w której marynarce służyły do lat 1927-1928 pod numerami T9 – T12. Jeden okręt Tb 52 przyznano Włochom, gdzie go złomowano, a pozostałe przyznano Wielkiej Brytanii, która wszystkie przekazała w 1920 roku włoskim stoczniom złomowym.

## Opis
Charakterystyczną cechą architektury okrętów był typowy dla torpedowców budowy brytyjskiej krótki wypukły pokład dziobowy w formie skorupy żółwia (ang. turtleback), wznoszący się od dziobu do niewielkiej sterówki. Dziobnica była prosta, pionowa. Na śródokręciu okręty miały dwa kominy blisko siebie. Okręty miały jedynie szczątkowy maszt dziobowy przy sterówce oraz maszt rufowy, połączony z bomem do łodzi.
Uzbrojenie artyleryjskie stanowiły cztery armaty kalibru 47 mm L/33, umieszczone po dwie na każdej z burt: po bokach sterówki oraz za  kominami. W 1915 roku uzbrojenie wzmocniono pojedynczym karabinem maszynowym Schwarzlose 8 mm. Główną broń stanowiły trzy obrotowe pojedyncze wyrzutnie torped kalibru 450 mm, z czego dwie były umieszczone na obu burtach, na pokładzie, za działkami dziobowymi, a trzecia była zamocowana na pokładzie na rufie w osi podłużnej okrętu. Jesienią 1918 roku zamierzano zastąpić rufową wyrzutnię przez działo przeciwlotnicze 66 mm L/30.
Okręty posiadały dwa kotły parowe typu Yarrow i jedną pionową czterocylindrową maszyną parową potrójnego rozprężania. Napęd zapewniała jedna śruba, ster był za nią, zawieszony na stewie rufowej i wystający do tyłu za kadłub.